# Florencio Villarreal
Florencio Villarreal fue un militar mexicano nacido en La Habana (Cuba) a finales del siglo XVIII, siendo hijo de padres españoles asentados en la isla. En 1821, Agustín de Iturbide proclamó el Plan de Iguala con el que formó el Ejército Trigarante, donde Villarreal militó. Tras la caída de Vicente Guerrero de la presidencia, Nicolás Bravo lo llevó al Estado de Guerrero, creado en 1849. El 1 de marzo de 1854 proclamó junto a Juan Álvarez Hurtado el Plan de Ayutla, con el que dio comienzo la Revolución de Ayutla. Luego del derrocamiento de Santa Anna, Villarreal sirvió al Imperio de Maximiliano de Habsburgo.
| Predecesor: Manuel F. Toro | Gobernador de Colima 1862 | Sucesor: Manuel F. Toro |